# Giovanni Battista Borghi
Giovanni Battista Borghi (Camerino, Marques, 25 d'agost de 1738 – Loreto, Marques, 25 de febrer de 1796) fou un compositor italià que va desenvolupar la seva obra en la segona meitat del segle xviii, pertanyent per tant al període clàssic de la història de la música.
Va escriure música religiosa i profana, destacant entre les seves composicions sacres dues Misses a quatre veus i orquestra i diversos motets, i entre la música profana les òperes:
- Alessandro in Armenia (1768);
- Merope (1768);
- Ciro riconosciuto (1771);
- Ricimero (1773);
- Artaserse (1776);
- La dona instabile (1776);
- Ecumene (1778);
- Piramo e Tisbe (17783);
- L'Olimpiade (1785);
- La morte di Semiramide (1791);
- Egilina (1793);
- Li tempio di Guide.